# EC Tupy
EC Tupy is een Braziliaanse voetbalclub uit de Braziliaanse stad Vila Velha in de staat Espírito Santo.

## Geschiedenis
De club werd opgericht in 1938. De club speelde in 2002 voor het eerst in de hoogste klasse van het Campeonato Capixaba. De club eindigde twee keer net boven de degradatiezone en degradeerde in 2004. In 2016 werd de club vicekampioen achter Vitória en promoveerde zo terug naar de hoogste klasse. De club bereikte de tweede ronde, waar ze verloren van Atlético Itapemirim.